# Джуліан Леннон
Джон Чарльз Джуліан Леннон (8 квітня 1963 , Ліверпуль, Ланкашир ) — англійський співак, автор пісень, фотограф і філантроп, син учасника The Beatles Джона Леннона та його першої дружини Синтії. Його назвали на честь бабусі по батьковій лінії Джулії Леннон. Джуліан надихнув батька на написання трьох пісень «Бітлз»: «Lucy in the Sky with Diamonds» (1967), «Hey Jude» (1968) та «Good Night» (1968). Його батьки розлучилися в 1968 році після того, як у його батька був роман з Йоко Оно.
Леннон розпочав музичну кар'єру в 1984 році з альбому Valotte, відомого своїм головним синглом «Too Late for Goodbyes», і відтоді випустив ще шість альбомів. Він проводив виставки своєї художньої фотографії та опублікував кілька дитячих книжок. 2006 року Леннон зняв екологічний документальний фільм Whale Dreamers, який отримав вісім міжнародних нагород. 2007 року він заснував фонд The White Feather Foundation для вирішення «екологічних та гуманітарних проблем».
У 2018 році Леннон був виконавчим продюсером документального фільму «Жінки білого буйвола», який розповідає про життя жінок, які живуть в індіанській резервації Лакота-Пайн-Рідж. У 2020 році Леннон був виконавчим продюсером документального фільму Netflix «Поцілуй землю» про відновлюване сільське господарство.
Через російське вторгнення в Україну Джуліан Леннон 9 квітня 2022 року порушив свою давню обіцянку ніколи не виконувати найвідомішу сольну пісню свого батька Джона Леннона Imagine. Він заспівав її для суботнього флешмобу зі збору допомоги українським біженцям, ініційованого організацією Global Citizen.

## Раннє життя
Джон Чарльз Джуліан Леннон народився 8 квітня 1963 року в лікарні Сефтона в Ліверпулі в сім'ї Джона Леннона та Синтії Пауелл. Його назвали на честь бабусі по батьковій лінії Джулії Леннон, яка померла за п'ять років до його народження. Менеджер The Beatles Браян Епштейн був його хрещеним батьком. Леннон навчався в Ruthin School, незалежній школі-інтернаті в містечку Рутін в графстві Денбіґшир в Північному Уельсі.
Леннон надихнув свого батька на одну з найвідоміших пісень свого батька «Lucy in the Sky with Diamonds», текст якої описує малюнок, який намалював хлопчик, аквареллю його подруги Люсі О'Доннелл з дитячого садка, де виховувались діти зірок. Ще двома композиціями його батька, натхненними ним, була колискова «Good Night» та заключна пісня The Beatles (також знана як The White Album). 1967 року, коли йому було чотири роки, він побував на зніманні фільму The Beatles «Magical Mystery Tour».
Коли Джуліану було п'ять років у 1968 році, його батьки розлучилися через роман батька з японською мультимедійною художницею Йоко Оно. Джон Леннон одружився з Оно 20 березня 1969 року. Пізніше у Джуліана народився молодший зведений брат Шон Леннон.
Пол Маккартні написав «Hey Jude», щоб розрадити сина після розлучення з матір'ю. Початкову назву «Hey Jules», Маккартні змінив, оскільки вважав, що «Jude» легше проспівати. Після розлучення батьків Джуліан майже не спілкувався з батьком до початку 1970-х років, коли на прохання тодішньої дівчини свого батька Мей Панг (Йоко Оно і Леннон тимчасово розлучилися) він почав регулярно відвідувати батька. Джон Леннон купив йому гітару Gibson Les Paul і драм-машину на Різдво 1973 року і заохочував його інтерес до музики, показуючи йому кілька акордів.

## Стосунки з батьком
Після вбивства свого батька 8 грудня 1980 року Джуліан Леннон висловив гнів і образу на нього, сказавши: «Я ніколи не хотів знати правду про те, як тато був зі мною. Про мене говорили дуже негативні речі… наприклад, коли він сказав, що я вийду з пляшкою віскі в суботу ввечері, наприклад. Ви думаєте, де в цьому любов? Раніше ми з Полом багато спілкувалися… більше, ніж ми з татом. У нас була чудова дружба, і здається, що фотографій, на яких ми з Полом граємо разом у тому віці, набагато більше, ніж фотографій, на яких ми з татом».
Джуліан роздратувався, почувши, як постійне вихваляння позиції миру та любові його батька. Він сказав The Daily Telegraph: «Я повинен сказати, що, з моєї точки зору, я відчував, що він лицемір». Він додав: «Тато міг говорити про мир і любов уголос по всьому світі, але він ніколи не міг показати це людям, які нібито означали для нього найбільше: його дружині та сину. Як можна говорити про мир і любов і мати сім'ю по шматочках — без спілкування, подружньої зради, розлучення? Ти не можеш цього зробити, якщо ти правдивий і чесний із собою»
Згадуючи своє відновлення спілкування із батьком у середині 1970-х років, він сказав у 2009 році: «Тоді ми з татом порозумілися набагато краще. Нам було дуже весело, багато сміялися і взагалі чудово проводили час, коли він був з Мей Пан. Мої спогади про той час з татом і Мей дуже чіткі — це був найщасливіший час, який я можу згадати з ним»
Юліан був виключений із заповіту батька. Однак його батько створив траст у розмірі 100 000 фунтів стерлінгів, щоб розподілити його між Джуліаном та його зведеним братом Шоном. Джуліан подав до суду на майно свого батька і в 1996 році уклав мирову угоду, схвалену вдовою Леннона Йоко Оно, на суму 20 мільйонів фунтів стерлінгів.
В інтерв'ю CBS News у 2009 році він заявив: «Я зрозумів, що якби я продовжував відчувати ту злість і озлобленість до свого тата усе життя над моєю головою буде висіти хмара. Після запису пісні „Lucy“, майже за природним рухом, було правильно виконати коло, пробачити тата, залишити біль, злість і гіркоту в минулому, зосередитися та цінувати хороші речі. Письмо — це терапія для мене, і я вперше в житті, я справді, відчуваю це і вірю в це. Це також дозволило мені по-справжньому прийняти тата та The Beatles».

## Кар'єра

### Музична кар'єра

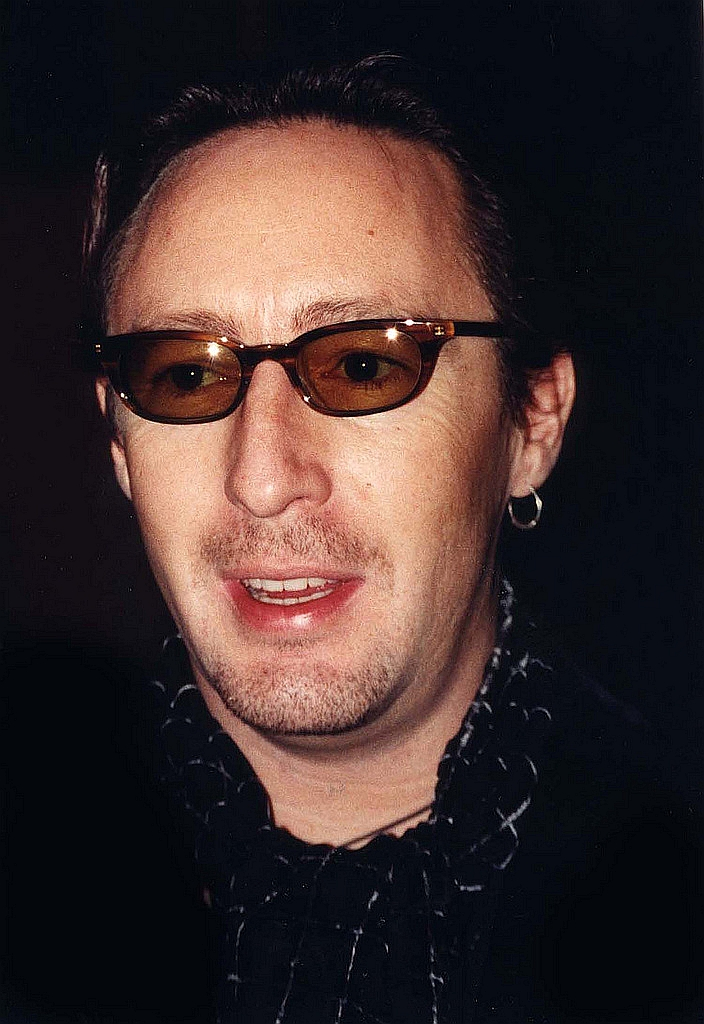
Леннон у 2000 році

Леннон дебютував, як музикант, у 11-річному віці під час запису альбому свого батька Walls and Bridges. Він грав на барабанах у пісні «Ya-Ya», пізніше сказавши: «Тато, якби я знав, що ти збираєшся включити її в альбом, я грав би набагато краще!» У примітках до альбому пісня приписується Джуліану Леннону, який «зіграв на барабанах» з «татом на фортепіано».
Леннон одразу досяг успіху зі своїм дебютним альбомом Valotte, випущеним у 1984 році. Спродюсований Філом Рамоном, він породив два хіти, які увійшли до топ-10 хітів (заголовний трек та «Too Late for Goodbyes») і приніс Леннону номінацію на премію «Греммі» як найкращий новий виконавець у 1985 році. Музичні кліпи на два хіти зняли режисер Сем Пекінпа та продюсер Мартін Льюїс. Після виходу альбому Пол Маккартні надіслав Леннону телеграму з побажанням удачі.
Його другий альбом, The Secret Value of Daydreaming 1986 року, експерти підділи критиці. Однак він досяг 32-го місця в чарті Billboard 200 і випустив сингл «Stick Around», який займав перше місце в чарті альбомів Album Rock Tracks. Він записав пісню «Because», раніше записану The Dave Clark Five, у Великій Британії для мюзиклу Кларка «Time» у 1986 році.
1 квітня 1987 року Джуліан Леннон з'явився в ролі Пекаря в мюзиклі Майка Батта «Полювання на Снарка» (за мотивами поеми Льюїса Керролла). До складу всіх зірок увійшли Роджер Долтрі, Джастін Гейворд та Біллі Конноллі, а оповідачем був — Джон Герт. Виступ, музичний бенефіс у лондонському королівському Альберт-голі на допомогу глухим, відвідала герцогиня Йоркська. У жовтні того ж року виступив з Чаком Беррі. Хоча Леннон ніколи не досяг такого успіху в США, як він насолоджувався з Valotte, його сингл 1989 року «Now You're in Heaven» досяг 5-го місця в Австралії і дав йому другий хіт № 1 у чарті «Album Rock Tracks» у США.
У 1991 році Джордж Гаррісон грав на гітарі в альбомі Леннона Help Yourself, який включав сингл «Saltwater», хоча він не згадувався безпосередньо. Сингл «Saltwater» досяг 6-го місця у Великій Британії та очолював австралійський чарт синглів протягом чотирьох тижнів. За цей час Леннон написав кавер на пісню «Ruby Tuesday» гурту Rolling Stones до саундтреку телевізійного серіалу «Чудесні роки».
Леннон покинув музичний бізнес на кілька років у 1990-х, щоб зосередитися на філантропії після зустрічі зі старійшинами з племені Мірнінг в Аделаїді, Австралія. Після того, як він почав свою кар'єру, у ЗМІ іноді з'являлися необґрунтовані припущення, що Леннон виступатиме з Маккартні, Гаррісоном та Рінго Старром. У серії «Антологія Бітлз» у 1995 році троє «Бітлз», що залишилися в живих, підтвердили, що ніколи не було ідеї про те, щоб Джуліан замінив свого батька під час возз'єднання «Бітлз», а Маккартні сказав: «Чому ми хотіли піддавати його всьому цьому?»
У травні 1998 року Леннон випустив альбом Photograph Smile, який не мав комерційного успіху. Музичний критик Стівен Томас Ерлвайн оцінив альбом як «добре подуманий та мелодійний», а на завершення сказав, що це «та музика, яка отримала б більше похвали, якби її не створив син бітла». У 2002 році він записав версію пісню «When I'm Sixty-Four» від Sgt. Pepper's Lonely Hearts Club Band. Альбом Pepper's Lonely Hearts Club Band, для реклами Allstate Insurance.
У 2006 році він зайнявся Інтернет-бізнесом, включаючи MyStore.com разом із Тоддом Мігером і засновником Bebo Майклом Берчем. У 2009 році Леннон створив нове партнерство з Meagher and Birch під назвою theRevolution, LLC. Через цю компанію Леннон випустив пісню-триб'ют та міні-альбом «Lucy», вшанувавши пам'ять Люсі Водден (уроджена О'Доннелл), маленької дівчинки, яка надихнула на пісню «Lucy in the Sky with Diamonds». 50 % виручених коштів пішли на фінансування дослідження боротьби з хворобою червоного вовчака.
У жовтні 2011 року Леннон випустив альбом Everything Changes. 2012 року він працював з музичним режисером Діком Каррутерсом над повнометражним документальним відеофільмом Through the Picture Window, який розповідав про подорож Леннона під час створення фільму «Все змінюється» та включав інтерв'ю зі Стівеном Тайлером, Боно, Грегорі Дарлінгом, Марком Спіро та Полом Бьюкененом з Блакитний Ніл. Through the Picture Window також був випущений як додаток у всіх форматах із налаштованими відео для всіх 14 треків з альбому.
9 вересня 2022 року відбувся реліз альбому-повернення «Jude».

### Фільм
Перший тур Леннона на початку 1985 року був задокументований як частина фільму Stand By Me: A Portrait Of Julian Lennon — фільм, розпочатий Семом Пекінпом, але завершений Мартіном Льюїсом після смерті Пекінпа. Леннон знявся в кількох інших фільмах, включаючи The Rolling Stones Rock and Roll Circus (1996, але знятий у 1968), Cannes Man (1996), Imagine: John Lennon (1988), Chuck Berry: Hail! Вітаємо! Рок-н-рол (1987) і камео у фільмі «Покидаючи Лас-Вегас» (1995) в ролі бармена. Джуліан озвучив головну роль в анімаційному фільмі Девід Копперфілд (1993). Він також озвучував головного героя Тобі Чайника в анімаційному спеціальному мультфільмі «Я — маленький чайник» (1990).
Леннон також є продюсером документального фільму WhaleDreamers про плем'я аборигенів в Австралії та його особливе ставлення до китів. Він також торкається багатьох екологічних проблем. Цей фільм отримав багато нагород і його показали на Каннському кінофестивалі 2007 року.
У 2018 році Леннон працював над документальним фільмом «Жінки білого буйвола» як виконавчий продюсер. Документальний фільм присвячений жінкам племені лакота, які живуть в індіанській резервації Пайн-Ридж у Південній Дакоті. У ньому розповідається про те, як їх використовують і як вони зберігають і захищають цінності та мудрість своїх предків.

### Фотографування
Після фотографування музичного туру свого зведеного брата Шона в 2007 році Леннон серйозно захопився фотографією.
17 вересня 2010 року Леннон відкрив виставку з 35-ти світлин під назвою «Позачасовий: фотографія Джуліана Леннона» за допомогою давнього друга і колеги-фотографа Тімоті Вайта. Спочатку заплановану на 17 вересня — 10 жовтня, Галерея готелю Morrison продовжила виставку ще на тиждень до 17 жовтня. На фотографіях є кадри його брата Шона та фронтмена U2 Боно.
Колекція Леннона «Один» була представлена на виставці Art Basel Miami Beach 6–9 грудня 2012 року, щоб зібрати гроші для The White Feather Foundation.
Серія Леннона «Горизонти» була представлена в галереї Еммануеля Фреміна в Нью-Йорку з 12 березня 2015 року по 2 травня 2015 року
Виставка Леннона «Цикл» була представлена в галереї Leica в Лос-Анджелесі восени 2016 року.
Леннон є плідним користувачем фотододатку Instagram.
У 2021 році Леннон став першим фотографом образотворчого мистецтва, представленим у новій галереї Aston Martin Residences Miami.

### Книги
Незабаром після смерті батька Джуліан Леннон почав збирати пам'ятні речі «Бітлз». 2010 року він опублікував книгу з описом своєї колекції під назвою: «Пам'ятні речі Бітлз: колекція Джуліана Леннона».
У 2017 році Леннон розпочав трилогію бестселерів New York Times Доторкнутися до Землі, Зціліть Землю та Любіть Землю, яку він завершив у 2019 році
9 листопада 2021 року Леннон опублікував графічний роман для дітей середнього класу «Ранкове плем'я [Архівовано 11 квітня 2022 у Wayback Machine.]» зі співавтором Бартом Девісом.

## Філантропія
Одного разу Леннон мав таку розмову зі своїм батьком: «Тато одного разу сказав мені, що якщо він помре, якщо є якийсь спосіб дати мені зрозуміти, що з ним все буде добре, що з нами все будемо добре, повідомлення прийде до мене у вигляді білого пір'я… біле перо завжди символізувало для мене мир». Тоді Джуліан, перебуваючи в турі по Австралії, отримав біле перо від двох корінних старійшин племені Мірнінг в Аделаїді, Австралія, попросивши його допомоги в інформуванні про їх проблеми. У відповідь він створив документальний фільм Whaledreamers про їхнє плем'я, а в 2007 році заснував The White Feather Foundation (TWFF), місія якого «охоплює екологічні та гуманітарні питання та разом із партнерами з усього світу допомагає збирати кошти для покращення всього життя та для вшанування тих, хто справді змінив ситуацію».
TWFF співпрацює з філантропами та благодійними організаціями в усьому світі, щоб зібрати кошти для різноманітних гуманітарних проєктів у чотирьох основних сферах благодійної допомоги: чиста вода, збереження культури корінних народів, навколишнє середовище, освіта та охорона здоров'я. У 2008 році князь Монако Альбер II вручив TWFF нагороду Better World Environmental Award.
У 2015 році, після землетрусу в Непалі, TWFF внесла $106 347,52 до фонду допомоги Непалу Music for Relief для підтримки постраждалих від землетрусу.
У 2014 році Леннон відвідав Кенію, Ефіопію та Колумбію, щоб побачити освітні та екологічні ініціативи TWFF. Після смерті матері наступного року Леннон оголосив, що він назве програму стипендій TWFF для кенійських дівчат на її честь: «Стипендія Синтії Леннон для дівчат». З тих пір Фонд надав понад 40 стипендій дівчатам у Кенії, а в 2021 році розширив стипендії для студентів, що вивчають мистецтво у США
У 2019 році Леннон брав участь у записі саундтреку до повнометражного художнього фільму «Один мізинець», з метою поширення обізнаності про «дієздатність інвалідів». Це показує, наскільки важливою та потужною є музика для підтримки соціального та когнітивного розвитку людей з обмеженими можливостями.
У вересні 2020 року Леннон був удостоєний нагороди CC Forum Philanthropy Award у Монако. Того ж місяця його було названо лауреатом міжкультурної та миротворчої премії Центру миру ЮНЕСКО 2020 року.
Через російське вторгнення в Україну Джуліан Леннон 9 квітня 2022 року порушив свою давню обіцянку ніколи не виконувати найвідомішу сольну пісню свого батька Джона Леннона Imagine. Він заспівав її для суботнього флешмобу Stand Up For Ukraine зі збору допомоги українським біженцям, ініційованого організацією Global Citizen.
|  | «Війна, що йде в Україні - це неймовірна трагедія… Як людина і як музикант, я відчуваю себе зобов’язаним відреагувати на неї найбільш значущим способом, який тільки можу запропонувати. Тому сьогодні я вперше публічно виконую пісню мого батька Imagine», — написав Джуліан Леннон, публікуючи пісню в YouTube та інших соціальних мережах. «Чому саме зараз, після всіх цих років? Я завжди казав, що якщо я будь-коли заспіваю Imagine, то це лише в разі кінця світу. |

## Особисте життя

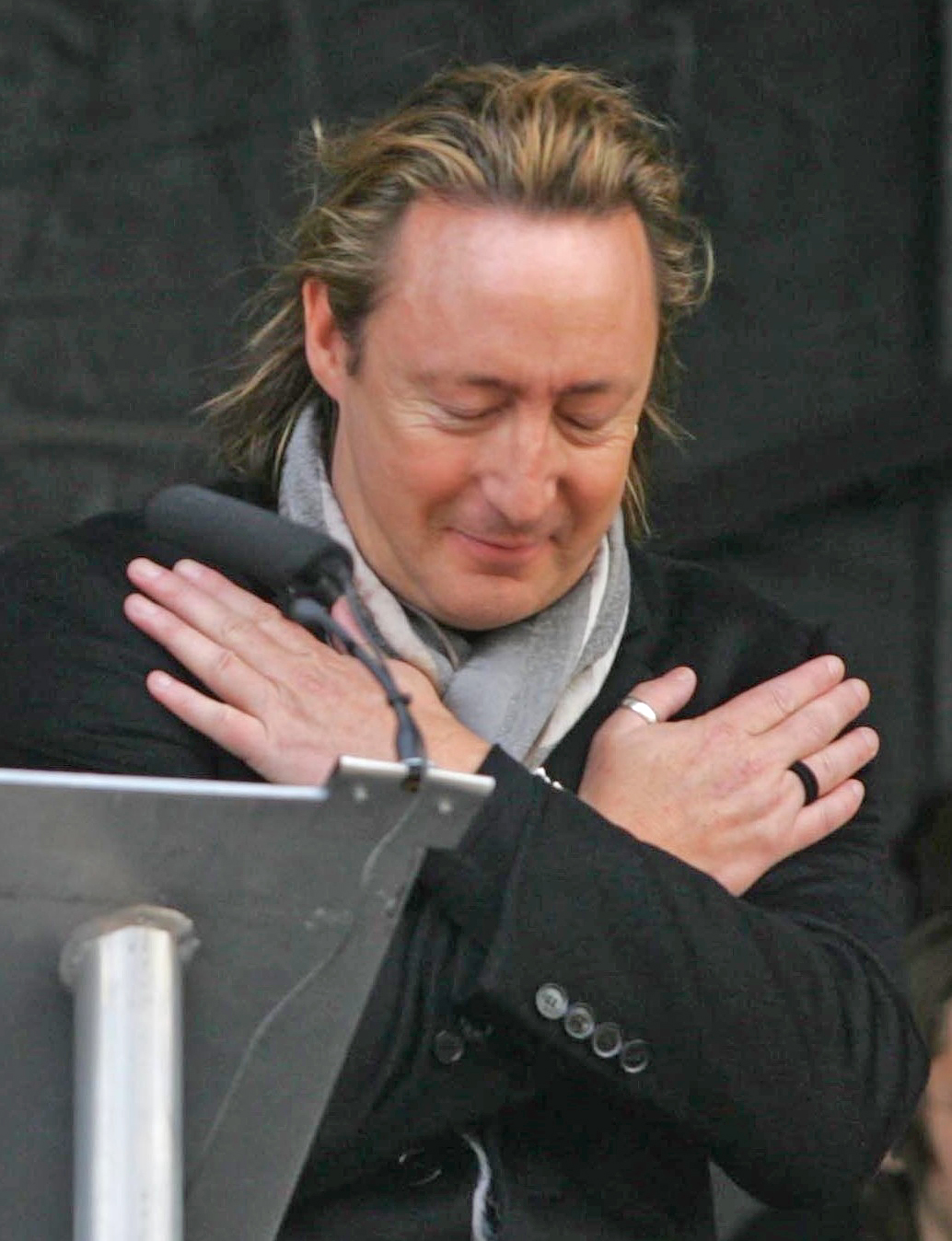
Леннон у 2010 році

Загальноприйнятою є думка, що Джуліан Леннон має досить «сердечні» стосунки з Оно та залишається близьким з її сином Шоном, своїм зведеним братом. 12 листопада 2006 року Джуліан вперше побачив, як Шон вперше виступив наживо в Парижі 12 листопада 2006 року в La Boule Noire, і вони з Шоном разом проводили час у турі Шона в 2007 році.
Леннон ніколи не одружувався і не мав дітей, розкриваючи, що важкі стосунки з його відомим батьком перешкоджали йому це робити. 2011 року він сказав, що, на відміну від свого батька, хоче бути достатньо зрілим, щоб впоратися з батьківством. «Він був молодий і не знав, що в біса він робить», — сказав Леннон. «Це причина, що я ще не мав дітей. Я не хотів робити те саме. Ні, я не готовий. Я спочатку хочу знати, хто я»
На честь 70-річчя Джона Леннона та як заклик до миру, Джуліан Леннон і його мати Синтія відкрили пам'ятник Джону Леннону в його рідному місті Ліверпуль 9 жовтня 2010 року.
Леннон продовжує товаришувати з колишнім соратником свого батька Полом Маккартні, хоча вони пережили коротку публічну сварку в 2011 році, коли Леннона не запросили на весілля Маккартні з Ненсі Шевелл. За словами Джуліана Леннона, згодом Маккартні запевнив його, що «хтось, очевидно, зробив величезну помилку», і зневага не була навмисною.
У 2020 році Джуліан юридично змінив своє ім'я з Джон Чарльз Джуліан Леннон на Джуліан Чарльз Джон Леннон, щоб відобразити ім'я, під яким він завжди був відомий.

## Дискографія
- Valotte (1984, разом з Тутсом Тілемансом)
- The Secret Value of Daydreaming (1986)
- Mr. Jordan (1989)
- Help Yourself (1991)
- Photograph Smile (1998)
- Everything Changes (2011)
- Jude (2022)

## Фільмографія

### Фільми
Як Продюсер
- Китові мрійники (2008)
- Поцілуй землю (2020)
- Жінки білого буйвола (2021)

### Виступи на телебаченні
- Top of the Pops (18 жовтня 1984)
- Американська естрада (29 грудня 1984 р.)
- Solid Gold (телесеріал) (2 лютого 1985)
- Live at Five (серіал WNBC) (18 лютого 1985)
- Пізнє шоу з Девідом Леттерманом (10 квітня 1985)
- Сьогоднішнє шоу з Джонні Карсоном (12 червня 1985)
- Американська естрада (26 квітня 1986 р.)
- 20 найкращих зворотного відліку (3 травня 1986 р.)
- Solid Gold (13 вересня 1986 р.)
- Шоу Арсеніо Хол (15 червня 1989 р.)
- Сьогодні (американська телепрограма) (19 червня 1989 р.)
- Пізнє шоу з Девідом Леттерманом (28 липня 1989)
- Сьогоднішнє шоу з Джонні Карсоном (16 серпня 1989)
- Top of the Pops (3 жовтня 1991 р.)
- Пізнє шоу з Девідом Леттерманом (18 жовтня 1991 р.)
- Пізнє шоу з Девідом Леттерманом (17 лютого 1999 р.)
- Сьогоднішнє шоу з Джеєм Лено (9 березня 1999 р.)
- Шоу Говарда Стерна (1 травня 1999 р.)
- Сьогоднішнє шоу з Джеєм Лено (11 серпня 1999 р.)
- Світанок (19 вересня 2011 р.)
- Ларрі Кінг зараз (16 липня 2013)
- Челсі останнім часом (28 жовтня 2013 р.)
- Сьогоднішнє шоу з Джеєм Лено (21 листопада 2013 р.)
- Погляд (19 квітня 2017 р.)
- Access Hollywood [Архівовано 11 квітня 2022 у Wayback Machine.] (25 квітня 2017 р.)
- The Chew [Архівовано 11 квітня 2022 у Wayback Machine.] (6 квітня 2018)
- Дім і сім'я (16 квітня 2018 р.)
- American Chopper [Архівовано 11 квітня 2022 у Wayback Machine.] (28 березня 2019 р.)
- Погляд (ток-шоу) (24 квітня 2019 р.)
- Дім і сім'я (30 квітня 2019 р.)